# Palets Rock
Palets Rock är en kulle i Antarktis. Den ligger i Östantarktis. Norge gör anspråk på området. Toppen på Palets Rock är 220 meter över havet. Palets Rock ligger vid sjön Podprudnoevatnet.
Terrängen runt Palets Rock är kuperad åt sydväst, men åt nordost är den platt. Terrängen runt Palets Rock sluttar norrut. Trakten är glest befolkad. Närmaste befolkade plats är Novolazarevskaya Station, 7,9 kilometer öster om Palets Rock. 